# Новогоднее обращение Ельцина
31 декабря 1999 года по российскому телевидению было показано традиционное новогоднее обращение Президента Российской Федерации Бориса Ельцина. Обращение стало известно благодаря тому, что Ельцин неожиданно для всех объявил о своей отставке с поста главы государства и о возложении обязанностей Президента Российской Федерации на премьер-министра Владимира Путина до ближайших президентских выборов. Согласно воспоминаниям его современников, первоначальное обращение было записано 28 декабря 1999 года, однако Ельцин добился перезаписи обращения под предлогом необходимости исправить некоторые недостатки. Решение о своей отставке он хранил в тайне: съёмочной группе, записывавшей обращение 31 декабря, стало известно о содержимом менее чем за полчаса до начала записи. Обращение было показано дважды по российскому телевидению: днём в полдень и незадолго до полуночи, перед новогодним обращением Владимира Путина.

## Первая запись

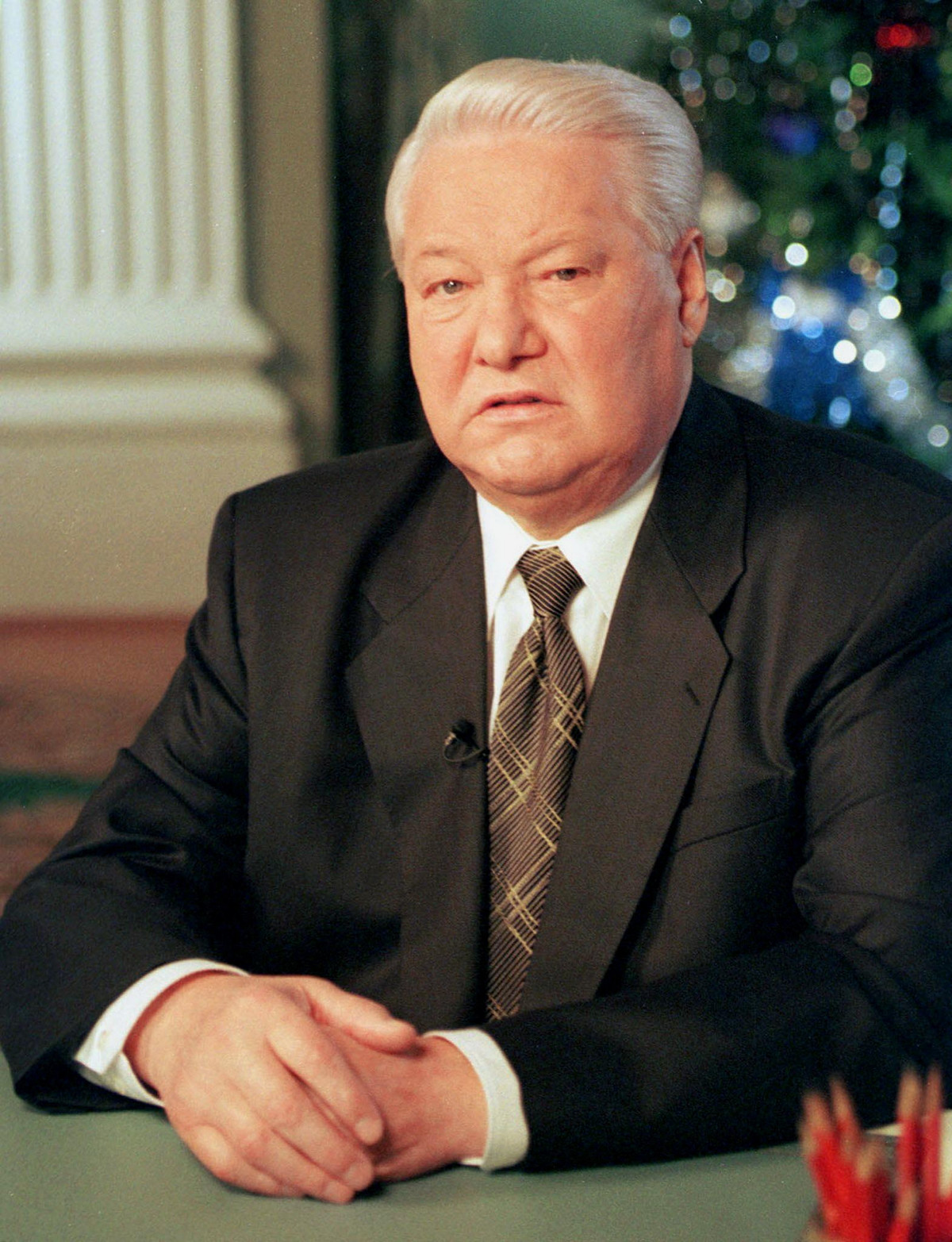
Президент Российской Федерации в 1991—1999 годах Борис Ельцин

Записи новогодних обращений глав СССР и России на протяжении долгих лет организовывала Калерия Кислова, режиссёр программы «Время» и руководитель съёмочной группы информационной службы Президента России, освещавшей все важнейшие события с участием президента. В частности, Кислова снимала новогодние обращения Михаила Горбачёва, Бориса Ельцина и Владимира Путина. Борис Ельцин по сложившейся традиции записывал все свои новогодние обращения в кремлёвском кабинете. После окончания записи он обычно вручал каждому члену съёмочной группы по бокалу шампанского, а женщинам из группы дарил букеты цветов.
Запись очередного новогоднего обращения состоялась 28 декабря 1999 года: текст президентского обращения, согласно руководителю Архива Президентского центра Бориса Ельцина Дмитрия Пушмина, подготовил Андрей Вавра. Достаточно часто президент привлекал группу спичрайтеров для написания подобных обращений, обычно указывая им тезисы своего выступления. На записи была видна установленная в кабинете Ельцина новогодняя ёлка, которая стала появляться в кадре с 1994 года. Согласно воспоминаниям самой Калерии Кисловой, обращение было записано с первого дубля, однако после окончания записи Ельцин попросил не убирать из кабинета ёлку, сказав, что, возможно, съёмочной группе придётся снова приехать в Кремль. Кислова пообещала смонтировать речь и отправить президенту VHS-кассету с записью; при этом Ельцин в нарушение своей традиции не угостил съёмочную группу шампанским и не вручил никому цветы. Той же ночью режиссёр завершила монтаж кассеты вместе с гимном России и отправила кассету в Кремль через фельдсвязь. Только вечером 30 декабря ей сообщили о необходимости приехать в 6 часов утра в Кремль для записи нового обращения.
Иную версию событий приводил Борис Ельцин в своей книге «Президентский марафон»: после завершения записи он сказал Кисловой, что говорил хриплым голосом и что ему не понравился текст, поэтому обращение должно быть переписано. В качестве даты он назвал 31 декабря: этому решению удивились все спичрайтеры, однако Ельцин настоял на перезаписи именно в этот день, дав спичрайтерам три дня на доработку. В мемуарах Ельцин утверждал, что не мог прямо сказать своей команде, что намерен уйти в отставку, поэтому своё решение держал долгое время в тайне от многих своих ближайших помощников. При этом ещё сентябрьские социологические опросы, по данным журнала «Мониторинг общественного мнения: экономические и социальные перемены», показывали, что 65 % выступали за немедленную отставку Бориса Ельцина и проведение досрочных президентских выборов, в то время как 21 % выступал за то, чтобы Ельцин остался на посту президента, но не вмешивался бы в работу правительства и Государственной думы.

## Решение Ельцина об отставке
Одними из первых, кто узнал о намерениях президента уйти в отставку, стали премьер-министр Владимир Путин, руководитель Администрации Президента Александр Волошин и его предшественник на посту главы Администрации Валентин Юмашев, который в то время являлся и одним из советников Ельцина. В своих мемуарах Ельцин говорил, что встретился с ними в своей резиденции «Горки-9», сообщив им решение об отставке, и обсудил с ними все технические моменты на предмет того, какие документы необходимо подготовить к 31 декабря (в том числе и текст нового обращения). При этом ещё 14 декабря, за 5 дней до парламентских выборов, Ельцин встретился с Путиным и предложил ему после своей отставки стать исполняющим обязанности Президента: Путин согласился только после долгих уговоров со стороны действовавшего президента. Согласно интервью Путина телеканалу ОРТ от 4 декабря 2000 года, примерно за 10 дней до Нового года Ельцин, выслушивая доклад по экономической проблематике и ситуации на Северном Кавказе, прервал в какой-то момент Путина и сказал ему, что подумывает уйти в отставку.
Все детали назначения Путина на должность исполняющего обязанности Президента были согласованы окончательно 29 декабря в 9:00 утра. Официально сообщалось, что окончательное решение об отставке Ельцин принял вечером 30 декабря 1999 года, но своей супруге Наине Иосифовне он сообщил об этом только утром 31 декабря, сделав это по настоятельной просьбе дочери Татьяны. В дальнейшем Наина Иосифовна говорила, что толчком для принятия её мужем решения об отставке стали результаты декабрьских выборов в Госдуму, на которых хороший результат показал блок «Единство», поддержавший премьер-министра. По словам Дмитрия Пушмина, факт отставки должен был держаться в секрете, и в таком случае привлечь спичрайтеров Президента к написанию речи считалось невозможным, поэтому текст нового обращения составлял лично Валентин Юмашев.

## Вторая запись

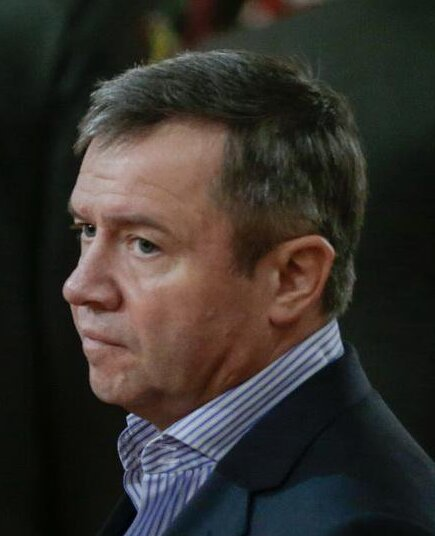
Валентин Юмашев, автор текста новогоднего обращения, прозвучавшего 31 декабря 1999 года

Съёмочная группа договорилась о записи обращения 31 декабря на 10:00, занявшись заблаговременно подготовкой площадки для съёмки нового обращения: в съёмочную группу вошли оператор с «Мосфильма» (из группы Эрнста), ассистент оператора, техники, осветители, звуковики, редактор на суфлёре и гримёр. Команду удалось собрать с трудом, поскольку кто-то из сотрудников уже ушёл в отпуск, а кто-то уехал на праздники. Запись нового обращения велась в том же кабинете, что и обращения от 28 декабря. Борис Ельцин прибыл в свой кремлёвский кабинет в 8:15: к тому моменту руководитель Администрации Александр Волошин уже поручил подготовить указы об отставке Президента России и два письма (в Государственную думу и Совет Федерации). Официальное решение о своей отставке Ельцин объявил в присутствии своих самых близких помощников, руководителя Службы протокола Администрации Президента Владимира Шевченко и заведующего Канцелярией Президента Валерия Семенченко: считается, что это произошло примерно в 9:30.
Менее чем за полчаса до начала записи съёмочная группа получила текст для редактора суфлёра, переданный Калерии Кисловой лично Валентином Юмашевым. Подобная задержка в передаче текста была вызвана самой секретностью содержимого обращения. Кислова, не взглянув на текст, сразу же передала его для набора редактору Наталье Стрежнёвой, которая тут же приступила к работе. Согласно интервью Юмашева, данному RT, лицо редактора «вытягивалось» по мере набора текста, а когда Кислова, проверяя работу телекамер, увидела на экране суфлёра слова Ельцина об отставке, то ей «всё стало понятно». В то же время в интервью Владимиру Познеру Юмашев сказал, что первым фрагмент текста об уходе Ельцина в отставку прочитал осветитель съёмочной группы, который, согласно словам оператора Андрея Макарова, сел в президентское кресло для проверки света и увидел в телесуфлёре слова «Я ухожу в отставку». Съёмочная группа боялась не успеть завершить набор текста на суфлёре, но появившаяся незадолго до начала записи дочь президента Татьяна Дьяченко попросила Кислову немного поговорить с Борисом Николаевичем, чтобы тот «не расчувствовался» и чтобы у группы было достаточно времени для подготовки телесуфлёра. Она же, по словам Валентина Юмашева, попросила сделать освещение «менее праздничным» в связи с темой обращения.
Ровно в 10:00 утра Борис Ельцин зашёл в кабинет, где находилась съёмочная группа. Проведя дежурную проверку и выиграв ещё пять минут, Кислова дождалась момента, когда будет готов текст на суфлёре. После этого тут же началась запись. Во время записи Кислова стояла рядом с оператором. Президент чётко проговорил весь текст, однако Кислова утверждала, что на последних словах своего выступления он неожиданно взмахнул левой рукой так, «словно слезинка выкатилась из уголка глаза». В связи с этим моментом режиссёр захотела перезаписать обращение, но записанный первый дубль был тут же немедленно передан человеку, который должен быть доставить плёнку в Останкино в монтажную к генеральному директору ОРТ Константину Эрнсту. Первый эфир с обращением был запланирован на 12:00 по московскому времени. Тем не менее Кислова решила дополнительно перезаписать последний абзац, изменив крупность плана, и Ельцин перечитал последний абзац речи без каких-либо неожиданных действий со своей стороны. Позже президент утверждал, что во время записи первого дубля ему в глаз случайно «попала соринка», однако Валентин Юмашев в интервью RT сказал, что с Ельциным тогда что-то могло случиться и он мог действительно смахнуть слезу, словно прощаясь с населением России. Поступок Ельцина показался Юмашеву крайне несвойственным для главы государства. Оператор Андрей Макаров также утверждал, что у Ельцина дрожал голос во время записи обращения, особенно в момент чтения заключительных предложений, когда президент просил прощения у граждан за неоправдавшиеся надежды. Он же утверждал, что после окончания записи Ельцин сидел несколько минут неподвижно, а по его лицу текли слёзы.

## После записи обращения
Не отступая от прежней традиции, Ельцин вручил по бокалу шампанского членам съёмочной группы, а женщинам подарил цветы. После завершения записи обращения Ельцина съёмочная группа записала и обращение Владимира Путина, подготовив другой стол и другую выгородку: запись этого телеобращения была осуществлена с одного дубля. Новогоднюю ёлку при этом телевизионщики повернули, поскольку ставить другую ёлку у них не было времени. После завершения всех процедур автомобиль с кассетой обращения Ельцина отправился в сопровождении ГАИ в телецентр Останкино: со съёмочной группой туда же отправился и Валентин Юмашев, который должен был проследить, чтобы телеобращение вышло ровно в полдень.
Формальная процедура передачи президентских полномочий, начавшаяся в 8 часов утра, продолжилась после записи новогоднего обращения, когда Ельцин встретился с патриархом Алексием II. Далее состоялись передача Владимиру Путину как исполняющему обязанности президента ядерного чемоданчика и встреча с министрами силовых структур. На процедуре передачи президентских полномочий Путину присутствовал тогдашний секретарь Совета Безопасности РФ Сергей Иванов. Глава МЧС Сергей Шойгу рассказывал, что его в то утро позвали на завтрак к президенту и занесли в помещение телевизор, который включили в присутствии Бориса Ельцина и Владимира Путина. По телевизору показали в этот момент как сообщение из новостей об отставке Ельцина, так и официальное обращение Ельцина. Завершением стала встреча с министрами силовых структур и прощальный обед, после которого Ельцин несколько часов отдыхал, а затем покинул Кремль.
Новогоднее обращение президента было показано по российским телеканалам в 12:00 по московскому времени, причём в эфире была продемонстрирована запись второго дубля. Перед наступлением полуночи и началом Нового 2000 года были показаны два телеобращения — сначала обращение Президента Российской Федерации Бориса Ельцина, а затем обращение исполняющего обязанности Президента Российской Федерации Владимира Путина. Калерия Кислова сказала, что вечером в эфир вышла запись именно первого дубля, когда Ельцин случайно взмахнул рукой.

## Содержание речи
По словам Дмитрия Пушмина, видеозапись первоначально записанной 28 декабря речи не сохранилась, но в Архиве Президента остался её полный текст. В этом тексте Ельцин, говоря о 2000 годе, утверждал о выпавшей многим людям возможности «перешагнуть такой рубеж: из века — в век, из тысячелетия — в тысячелетие». Этот же тезис Ельцин использовал и в перезаписанном обращении, назвав 31 декабря 1999 года «последним днём уходящего века»; говоря о самом годе, он упомянул слова «новый век, новое тысячелетие». В действительности последним днём второго тысячелетия было 31 декабря 2000 года, хотя, по мнению журналиста Валерия Цепляева, задумка автора речи — подвести уход президента к окончанию тысячелетия — «действительно была красивой». Валентин Юмашев затратил на написание текста нового обращения для Бориса Ельцина около «полутора-двух часов»: в дальнейшем он говорил, что прекрасно понимал, что именно собирался сказать в этот ответственный момент Борис Ельцин.
Основным предметом выступления Бориса Ельцина стало его решение об отставке с поста Президента Российской Федерации, над которым он очень долго размышлял. Своё решение Ельцин обосновал желанием обеспечить смену поколений, находящихся у власти, чтобы страна вступила «в новое тысячелетие с новыми политиками, с новыми лицами, с новыми, умными, сильными, энергичными людьми». Он хотел не создавать препятствий «сильному человеку», пользовавшемуся поддержкой со стороны граждан России и готовившемуся стать исполняющим обязанности Президента. Валентин Юмашев в интервью Владимиру Познеру сказал, что уход Ельцина в отставку после успеха на выборах блока «Единство», поддерживавшего Владимира Путина, был наиболее логичным решением на этом фоне.
Ельцин заявил и о своём стремлении следовать положениям Конституции РФ: к тому моменту он добился проведения в означенные сроки выборов в Государственную думу и намеревался провести аналогично в оговоренные сроки президентские выборы. Отставка Ельцина, с его слов, опровергла бы тезисы его противников о намерениях Ельцина «любыми путями держаться за власть». При этом политолог Георгий Сатаров считал, что из речи Ельцина прямо следовало, что время ухода президента с поста было определено им самим, а не Конституцией.
Валентин Юмашев утверждал, что в первоначальный текст новогоднего обращения, которое должно было прозвучать 31 декабря, Ельцин собирался добавить предложение: «Я ухожу не потому, что я устал, и не по болезни», чтобы не вызывать обсуждений в обществе о причинах своей отставки. Однако Юмашев убедил президента исключить эту фразу из окончательного текста обращения, сказав, что никто не додумается, что Ельцин мог оставить президентский пост из соображений усталости или проблем со здоровьем. Тот вычеркнул собственноручно из текста упоминание об усталости и болезнях, но в телеобращении подчеркнул, что уходит в отставку «не по здоровью, а по совокупности всех проблем».
В конце своей речи Ельцин попросил прощения у граждан России за то, что не оправдал многих их надежд во время своего президентства и оказался в чём-то «слишком наивным». В частности, он просил прощения за следующие действия:

За то, что многие наши с вами мечты не сбылись. И то, что нам казалось просто, оказалось мучительно тяжело. Я прошу прощения за то, что не оправдал некоторых надежд тех людей, которые верили, что мы одним рывком, одним махом сможем перепрыгнуть из серого, застойного, тоталитарного прошлого в светлое, богатое, цивилизованное будущее. Я сам в это верил. Казалось, одним рывком, и все одолеем.
Одним рывком не получилось. В чем-то я оказался слишком наивным. Где-то проблемы оказались слишком сложными. Мы продирались вперед через ошибки, через неудачи. Многие люди в это сложное время испытали потрясение.

По мнению Е. И. Волгина, сказанное по поводу ошибок не было сугубо фигурой речи в устах Ельцина, но тоже имело определённый смысл. Ельцин, в отличие от Михаила Горбачёва, в своём новогоднем обращении прямо признал факт своих ошибок и просчётов за время пребывания на посту Президента. Свою поздравительную речь он завершил словами: «С Новым годом! С новым веком, дорогие мои!». Обращение «дорогие мои», по словам Е. Ю. Нестеренко, позволяло обратить говорящему на идею совместности, показывая тем самым солидаризацию президента с гражданами страны. В. Н. Ефремова писала, что обращение Ельцина было очень личным и носило характер исповеди. Всё обращение заняло 11 минут.

## Реакция

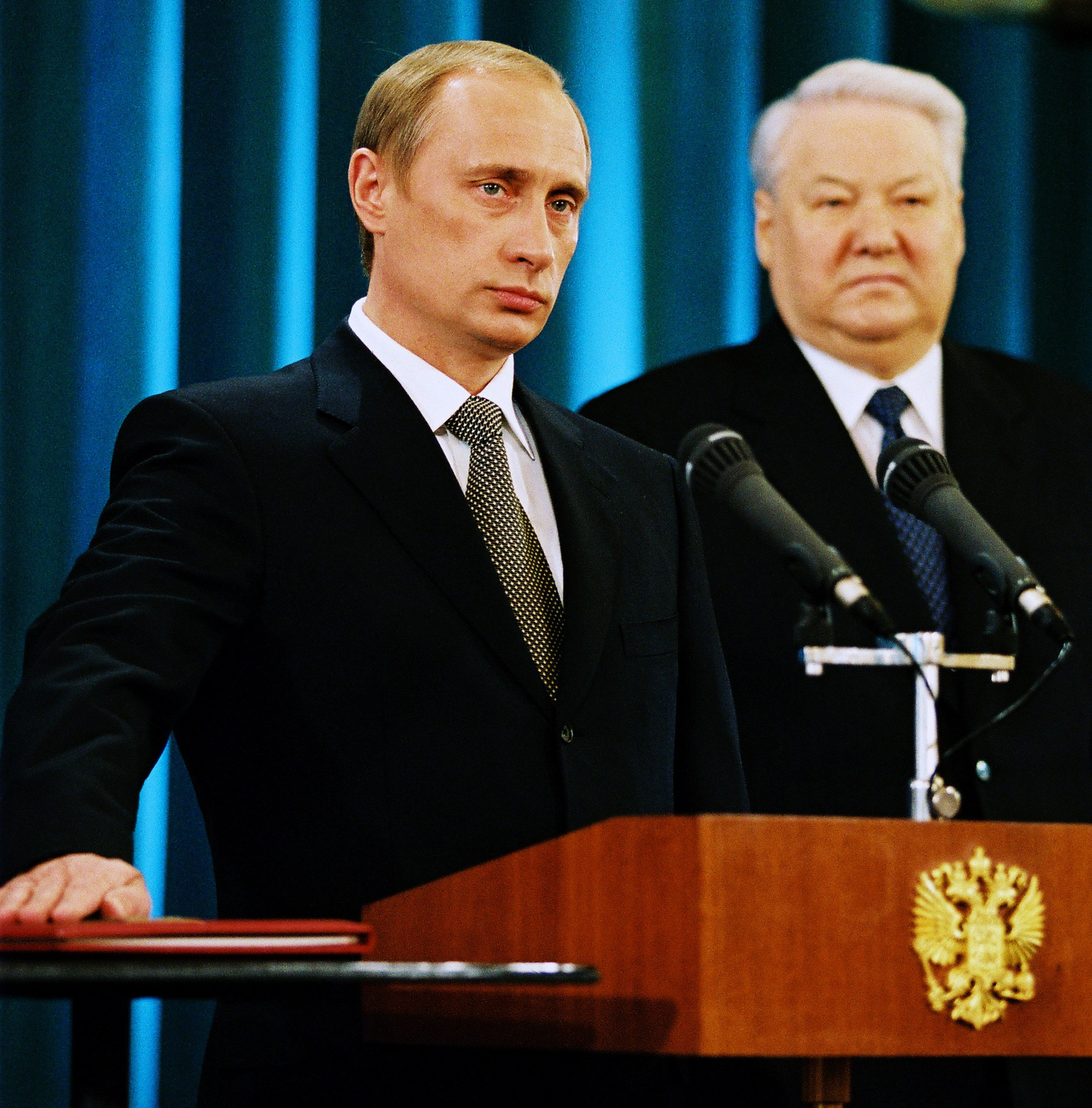
Инаугурация Владимира Путина в 2000 году. Справа стоит Борис Ельцин

Запись новогоднего обращения Бориса Ельцина транслировали все российские телеканалы. Решение президента об уходе в отставку стало неожиданным для всей страны. Согласно выпуску программы «Итоги» телеканала НТВ от 31 декабря 2000 года, обращение Ельцина нарушило ход всего новогоднего телеэфира. Валентин Юмашев в интервью Владимиру Познеру заявил, что некоторые из телевизионщиков, увидевшие обращение в эфире, даже заплакали, когда услышали от президента решение об отставке. Для таких политических деятелей, как глава Администрации Президента в 1993—1996 годах Сергей Филатов, сообщение об отставке Ельцина стало полной неожиданностью. В то же время были и те, кто предполагал возможность подобного сценария: депутат Государственной думы Ирина Хакамада, назвавшая речь Ельцина «трагической, произнесённой в состоянии грогги», признавала, что отставка Ельцина была неизбежна, но позволила предотвратить разрушение многих государственных институтов.
По словам мэра Москвы Юрия Лужкова, Патриарх Московский и всея Руси Алексий II готовился освящать малый храм при Храме Христа Спасителя, когда ему сообщили об отставке президента. После отставки Ельцин встретился с Патриархом, сообщив ему о своём решении, и тот после долгой паузы назвал решение Ельцина «мужским». Лидер партии КПРФ Геннадий Зюганов увидел телеобращение Ельцина, работая у себя дома, но удивился только тому факту, что Ельцин нашёл в себе силы попросить прощения перед гражданами. Помощник Ельцина в 1994—1997 годах и президент фонда «Индем» Георгий Сатаров не только был впечатлён просьбой Ельцина о прощении, но и в целом назвал отставку «фантастическим ходом», в связи с которым люди обсуждали уже не наступление третьего тысячелетия, а передачу Ельциным власти тогда ещё не известному многим Владимиру Путину. Похожие чувства испытывал бывший начальник кремлёвского управления по внутренней политике Олег Морозов, который смотрел обращение Президента в Германии, слушая одновременно закадровый перевод на немецкий. По его словам, от этого двуязычия возникало «какое-то фантастическое ощущение» завершения одной эпохи и начала другой. Доцент кафедры гуманитарных дисциплин РАНХиГС Сергей Беспалов назвал решение Ельцина об отставке «мужественным поступком», признав, что неопытность Ельцина во внешней политике «дорого обошлась» стране. Владимир Путин в интервью телеканалу ОРТ от 4 января 2000 года сказал, что Ельцин держался очень мужественно, говоря о своём решении уйти в отставку.
У простых граждан, согласно общественным опросам, отставка Бориса Ельцина не вызывала особого сожаления. Проведённый с 6 по 10 января 2000 года социологический опрос ВЦИОМ, по данным журнала «Мониторинг общественного мнения: экономические и социальные перемены», показал, что из 1600 человек, смотревших новогоднее обращение по телевизору, оно произвело на 62 % респондентов благоприятное впечатление (обращение Путина произвело благоприятное впечатление на 74 % респондентов). 51 % опрошенных испытали «удовлетворение» от сообщения об отставке Президента, 27 % — «удивление», 11 % — «восхищение», у 12 % оно особых чувств не вызвало, 7 % испытали «недоумение», по 4 % — «тревогу» и «сожаление» и лишь 1 % выразил возмущение отставкой Ельцина. По данным опроса фонда «Общественное мнение», состоявшемуся в начале 2000 года, 67 % граждан оценивали историческую роль Ельцина как отрицательную, и только 18 % — как положительную, что позволяло говорить о том, что население не выражало особого сочувствия уходившему в отставку Ельцину. В статьях, публиковавшихся в январских и февральских номерах газеты «Завтра», к заявлению Ельцина об уходе в отставку и передаче президентских полномочий Владимиру Путину авторы относились с иронией и скепсисом, поначалу сравнивая произошедшее с разыгранным спектаклем и иронично описывая уход Ельцина из Кремля. В. Никифорова в одной из статей писала, что слова Ельцина «Я ухожу» первоначально воспринимались в качестве «неловкой шутки»; многие посчитали заявление Ельцина за новогодний розыгрыш. По мнению В. Н. Ефремовой, новогодняя ночь с двумя телевизионными обращениями завершила первый этап в символической политике российского государства и ознаменовала начало второго этапа.
В обществе до сих пор распространено заблуждение, что в своём обращении Борис Ельцин якобы произнёс фразу «Я устал, я ухожу», хотя в действительности Ельцин произнёс слова «Я ухожу. Я сделал всё, что мог». И подобное заблуждение считается одним из примеров распространённого в разных обществах эффекта Манделы. Фраза стала объектом множества шуток и пародий, причём президент Клуба весёлых и находчивых и его многолетний ведущий Александр Масляков утверждал, что в 1998 году в одной из игр Высшей лиги команда КВН «Уральские пельмени» предсказала фактически уход Ельцина в отставку. КВНщики показали сценку по мотивам «Книги джунглей» Редьярда Киплинга, в котором вожак стаи голосом Ельцина объявлял, что стае «нужен новый вожак». В 2002 году на спецпроекте КВН — «матче-реванше» между сборными 20-го и 21-го веков — эта фраза прозвучала в музыкальном домашнем задании сборной 20-го века.
По данным социологических опросов января 2000 года, опубликованных в журнале «Мониторинг общественного мнения: экономические и социальные перемены», из 1600 респондентов 40 % полагали, что Борис Ельцин действительно ушёл в отставку в связи с болезнью и неспособностью далее исполнять обязанности президента, 28 % — чтобы обеспечить исполняющему обязанности президента премьер-министру Владимиру Путину наилучшие условия на предстоявших выборах, 14 % — под давлением общественности и лишь 13 % — в связи с высказанным желанием дать шанс молодым политикам вывести страну из кризиса.

## Комментарии
1. ↑  Имеется в виду первый полуфинал Высшей лиги 1998 года и приветствие «Уральских пельменей»[26]